# Димитър Станчев (офицер)
Димитър Митров Станчев е български офицер, генерал-майор и артилерийски инженер, участник в Балканската (1912 – 1913) и Междусъюзническата война (1913), командир на батарея от 11-о артилерийско нескоростреллно отделение и на батарея от 22-ри артилерийски полк през Първата световна война (1915 – 1918).

## Биография
Димитър Станчов е роден на 18 октомври 1887 г. в Злокучене, Княжество България. Завършва Школа за запасни подпоручици и на 15 март 1910 е произведен в чин запасни подпоручик. Взема участие в Балканската (1912 – 1913) и Междусъюзническата война (1913), като на 18 септември 1912 г. е произведен в чин подпоручик. След войните на 14 февруари 1915 г. е произведен в чин поручик.
През Първата световна война (1915 – 1918) поручик Димитър Станчев първоначално е командир на батарея от 11-о артилерийско нескоростреллно отделение, за която служба съгласно заповед № 679 от 1917 г. „за бойни отличия и заслуги във войната“ е награден с Военен орден „За храброст“, IV степен, 2 клас. След това като поручик е командир на батарея от 22-ри артилерийски полк, за която служба съгласно заповед № 355 от 1921 г. по Министерството на войната е награден с Народен орден „За военна заслуга“ На 1 август 1917 г. е произведен в чин капитан. За последната си служба като капитан съгласно заповед № 464 от 1921 г. по Министерството на войната е награден с Военен орден „За храброст“, IV степен, 1 клас.
По време на военната си кариера от 1910 до 1927 г. служи в 4-ти артилерийски полк, 2-ра кавалерийска дивизия, 2-ро п. артилерийско отделние. На 1 април 1927 г. е произведен в чин майор и същата година с Министерска заповед (МЗ) № 228а е назначен за преподавател във Военното на Негово Величество училище. На 6 май 1928 г. е произведен в чин подполковник, а през 1932 г. с МЗ № 83 е назначен на служба в Държавната военна фабрика. През 1933 г. завършва висше образование като артилерийски инженер.
На 6 май 1935 г. Димитър Станчев е произведен в чин полковник и с МЗ № 75 е назначен за командир на 1-ви дивизионен артилерийски полк. По-късно същата година с МЗ № 327 е назначен за началник на снабдителното отделение в техническия отдел, а през следващата година съгласно заповед № 64 е началник на в. отделение в Държавната военна фабрика. През 1937 г. съгласно заповед № 254 от Министерството на войната поема командването на Артилерийската школа, на която служба е до началото на 1938 г., когато с МЗ № 16 от е назначен за помощник-инспектор на артилерията.
През 1940 г. полковник Димитър Станчев съгласно заповед № 203 е назначен на служба във Военновъздушните сили, по-късно същата година с Царска заповед № 48 е командир на товарната артилерия, на 2 ноември 1940 г. е произведен в чин генерал-майор и с Царска заповед № 93 е уволнен от служба.

## Военни звания
- Запасни подпоручик (15 март 1910)
- Подпоручик (18 септември 1912)
- Поручик (14 февруари 1915)
- Капитан (1 август 1917)
- Майор (1 април 1927)
- Подполковник (6 май 1928)
- Полковник (6 май 1935)
- Генерал-майор (2 ноември 1940)

## Награди
- Военен орден „За храброст“, IV степен, 2 клас (1917)
- Народен орден „За военна заслуга“ V степен с военно отличие (1921)
- Военен орден „За храброст“, IV степен, 1 клас (1921)

## Образование
- Школа за запасни подпоручици
- Военно на Негово Княжеско Височество училище
- Артилерийски инженер (1933)